# Војин Јелић
Војин Јелић (Книн, 27. новембар 1921 – Загреб, 19. децембар 2004) био је југословенски, српски и хрватски књижевник, новинар, наставник и публициста.

## Биографија
Рођен је у српској породици у Книну. Гимназију је завршио 1940. у Шибенику. У Београду је почео студије фармације. Од 1943. био је у партизанима, од 1944. радио је у редакцији листа Српска ријеч.
Студије шумарства започео је 1945. у Прагу, а завршио у Загребу 1949. године.
Јелић је био члан уредништва ревије Југославија 1948. у Београду. Током 1949. предаје у Пољопривредном техникуму у Запрешићу а од 1950. ради у Загребу као секретар, најприје Савеза културно-просвјетнога друштва НРХ, потом Српског културно-просвјетнога друштва Просвјета те 1960. године Савјета за науку и културу Сабора СРХ. Од 1961. до умировљења 1977. члан је предсједништва Републичке конференције ССРН.
Приповијеткама, цртицама, репортажама, фељтонима, освртима и пјесмама сарађивао у зборнику Проза младих (Београд 1948) и периодици Српска ријеч (1944–45, 1948, 1953–54, уредник 1952–53; Просвјета, 1956–70; уредник 1955–71), Студентски лист (1947–49, 1955), Извор (1948–49), Омладински борац (1948; Новине младих, 1952–54), Зора (1948), Република (1950–55), Вјесник (1951–61, 1968, 1970, 1974), Хрватско коло (1952), Културни радник (1952–53, 1958, 1960, уредник 1950), НИН (1952–53, 1956–57, 1959, 1968), Борба (1953, 1955–56, 1958, 1960–61, 1963, 1965–66, 1970–74), Матица (1953–54, 1957), Глобус (1954), Задарска ревија (1954), Могућности (1955–56, 1958, 1963, 1966–67, 1969), Књижевност (1956, 1961, 1968), Младост (Београд 1959), Жена (1959–61), Телеграм (1960, 1962, 1966–67), Радост (1961, 1968–74), Форум (1963, 1965–67, 1972, 1975, 1978, 1981), Умјетност и дијете (1970, 1973).
Спада у истакнуте приповједаче послијератне прозе. Он је у својим романима и приповијеткама представљао слику сеоског живота српског народа са каменитог книнског дијела далматинског залеђа. Посебно се бавио фолклорном тематиком и преиспитивањем дјеловања мита у култури Срба у данашњој Хрватској.
Књига на тему Другог свјетског рата Анђели лијепо пјевају сматра се најважнијим остварењем из Јелићевог богатог опуса.
Његова дјела су избачена из уџбеника и лектира током грађанског рата у Хрватској.
Током 1992. га је хрватски политичар и каснији предсједник Сабора Недељко Михановић прозвао за учињено од стране Срба из данашње Хрватске током последњег рата, на шта се Јелић достојанствено повукао из јавног и културног живота земље.
Посљедњу књигу Погледај своје руке из 1996, сматрао је властитом тестаментарним свједочанством јер у њој записао сва своја сјећања везана за родни Книн.
Бавио се новинарством и радио је и као наставник. Низ година је био секретар Српског културног друштва Просвјета.
Превођен је на чешки, словеначки, македонски и енглески.

## Награде
- Награда Владимир Назор[1]
- Награда Иван Горан Ковачић

## Дјела
- Ђукин ђердан, Загреб, 1950.
- Људи камењара, Загреб, 1950.
- Лимени пијетао, Загреб, 1952.
- Анђели лијепо пјевају, Загреб, 1953 (5 изд. до 1984), Београд 1961.
- Небо нема обала, Загреб, 1956.
- Псићу, а како је теби име, Загреб, 1959.
- Трка слијепих коња, Загреб, 1959.
- Лете слијепи мишеви, Загреб, 1960.
- Не дамо вам умријети, Загреб, 1961.
- Трчи мали живот, Београд 1963, Загреб 1966.
- Храбрији него играчка, Загреб, 1965.
- Домино, Загреб, 1969.
- Кирвај, Загреб, 1970.
- Украдено двориште, Загреб 1971 (4 изд. до 1988).
- Ништа није ништа, Београд 1973.
- Побожни ђаво, Загреб 1975, 19772.
- Горки бајами, Загреб 1977.
- Капетан гола брка, Загреб 1977.
- Доживотни грешници, Београд 1981.
- Козји дворац, Загреб 1986.
- Погледај своје руке, Сплит 1996.
- Дражба завичаја, Загреб 2000.